# Környezeti Tanácsadó Irodák Hálózata
A Környezeti Tanácsadó Irodák Hálózata (KÖTHÁLÓ) 1997ben alakult környezetvédő civil együttműködés, amelyek ingyenes, környezetvédelemmel kapcsolatos lakossági tanácsadással foglalkoznak. jelenleg 19 szervezet kapcsolódik a KÖTHÁLÓ-hoz. Az országszerte elérhetőek irodák – személyesen, telefonon, az interneten.

## Célja
Szakmai együttműködéseik célja, hogy továbbképzésekkel, adatbázis-fejlesztésekkel, az internetes tanácsadás bővítésével azonos színvonalúvá fejlesszék az irodák tevékenységét a lakosság környezeti ügyeinek hatékonysága érdekében.
A lakosság, a nyilvánosság tárgyilagos tájékoztatása mellett, a hálózat főbb tevékenységi köre adatbázisok frissítése, tájékoztató kiadványok, tematikus füzetek, szórólapok megjelentetése, rendezvények (előadások, fórumok, sajtótájékoztatók, kiállítások stb.) szervezése.
A helyi lakosok a tanácsadók révén gyorsabban juthatnak információkhoz, adatokhoz, támogatást kaphatnak ügyeik hatósági beadvánnyá formálásában. A közérdekű bejelentéseket követő helyszínelések, azok dokumentálása segítheti a hatóságok munkáját.
A lakossági érdeklődés az elmúlt években a következő témakörökben mutatkozott:
- globális és helyi problémák,
- állatvédelem,
- levegőtisztaság,
- természeti értékek,
- fogyasztói szokások,
- fogyasztók védelme,
- oktatási és tudatformálási eszközök és módszerek,
- környezeti nevelés,
- környezetvédelemmel kapcsolatos törvények, jogszabályok, határozatok, egyezmények,
- energiaszolgáltatás, energiahatékonyság,
- pályázati és hitellehetőségek,
- megújuló energiaforrások.

## Tevékenysége
- Ingyenes lakossági környezeti tanácsadó irodák országos hálózatának koordinálása;
- Környezetvédelmi könyvtár – könyvek, folyóiratok és interaktív ismeretterjesztő CD-ROM-ok kölcsönzése, helyi használata;
- Országos zöld mozgalmi kampányok, akciók támogatása aláírásgyűjtések szervezésével, az érintettek bevonásával;
- Helyi és országos környezetvédő civilszervezetek ingyenes és árusított kiadványaihoz való hozzáférés biztosítása.

## Külső hivatkozások
- A KÖTHÁLÓ honlapja